# Chacas
Chacas (nel quechua di Ancash  Chagas), fondata con il nome di San Martín I Papa de Chacas o San Martín de Chacas, è una città peruviana, capoluogo del distretto omonimo e della provincia di Asunción, che si trova nella zona centro-orientale della regione di Ancash. Ha una popolazione urbana di 2 106 abitanti ed è ubicata a un'altitudine media di 3359 m s.l.m.
La presenza umana nel distretto di Chacas risale all'epoca arcaica andina (circa 3000 a.C.), con lo sviluppo dei primi insediamenti umani seminomadi nelle valli di Potaca e Chacapata, che si consolidarono e si espansero durante l'apice e la successiva scomparsa delle culture Chavín e Recuay. Questi insediamenti sarebbero poi passati a far parte del gruppo etnico huari, che fu in seguito sottomesso all'impero inca fino all'arrivo degli spagnoli, che, attraverso evangelizzatori agostiniani, decisero di fondare la città come riduzione di indios nella seconda metà del XVI secolo, per poi sfruttare il suo potenziale minerario ininterrottamente per i successivi 400 anni. Con l'avvento della democrazia si è dato l'avvio alla conformazione socioeconomica presente nell'attualità; la città è divenuta la sede dell'Operazione Mato Grosso, un'organizzazione di cooperazione internazionale formata da volontari peruviani e stranieri e guidata dal sacerdote Ugo De Censi, che ha dato impulso all'economia appoggiandosi a due importanti assi produttivi: quello agricolo, legato alla coltivazione di una particolare varietà di patata, chiamata chacasina, e quello industriale, con la creazione di laboratori destinati alla fabbricazione di mobili e alle attività collegate, che sono fonte di impiego, ricchezza e sviluppo per la provincia.
La piazza principale di Chacas si distingue per essere una delle ultime in America dove ancora si svolgono la corrida e la giostra equestre, come era comune in Spagna e in America Latina fino al 1750, quando si cominciò a costruire le arene. Il centro storico ha mantenuto la sua architettura originale andina alla quale ha aggiunto lo stile andaluso; presenta strade strette e ciottolate, case con tetti a doppia pendenza adornate di balconi e portoni intagliati dagli artigiani locali, che si sono incaricati anche della ricostruzione del Santuario de Mama Ashu e del restauro della pala d'altare barocca del XVIII secolo.
Tra le festività più importanti si possono annoverare la Settimana santa, la Settimana turistica dal 6 al 12 agosto, la festa patronale in onore dell'Assunzione di Maria dal 13 al 22 agosto, la festa degli artigiani in onore di San Giovanni Bosco e le feste patronali di San Martino de Porres nella contrada omonima e di San Michele Arcangelo nel villaggio di Chinchurajra. Tra i balli tradizionali della zona spiccano il paso huanquilla e la mozo danza, dichiarati entrambi “patrimonio culturale immateriale del Perù”.

## Toponimia
Le prime ricerche sull'origine del nome risalgono alla prima metà del XX secolo, quando lo storico locale Manuel Mendoza García e il sacerdote di Huari Santiago Márquez Zorrilla ipotizzarono che l'origine del nome “Chacas” derivasse da “Chaga”, che significa “torre d'avvistamento”, nome che la popolazione quechua dà alle piattaforme circolari poste in cima ai colli, strutture che sono numerose nel territorio provinciale; il termine è all'origine dei toponimi “Chacapata”, “Chacabamba”, “Chagastunán” e “Chacato”, che designano alcuni siti archeologici vicini alla città. Secondo questa ipotesi, dal vocabolo “Chagas” sarebbe derivato il nome “Chagash”, che avrebbe quindi il significato di “luogo dove abbondano le torri d'avvistamento”.
Un'altra ipotesi, formulata dallo storico Saúl Espinoza Milla, afferma che il toponimo possa derivare in realtà dai termini “Chaqash” o “Chaqas”, originariamente di lingua culli, oggi estinta; l'ipotesi tuttavia non spiega il significato dei termini. Per lo storico questi designavano probabilmente il nome della tribù che abitava la zona prima dell'arrivo degli incas; a supporto di questa teoria, Espinoza Milla afferma che la maggioranza dei toponimi peruviani deriva dal nome di tribù o di capi locali di queste.

## Geografia fisica

### Ubicazione
Il distretto di Chacas è situato sul versante orientale della Cordillera Blanca e al suo interno sono comprese diverse zone altimetriche; il suo territorio è compreso nel Parco nazionale del Huascarán. La sua altitudine varia tra i 2800 m s.l.m. e i 6173 m s.l.m. del Nevado Copa. Il centro abitato principale si trova nella zona altimetrica definita "Quechua", caratterizzata da un clima temperato secco.
Il distretto confina ad ovest e a sud con la provincia di Carhuaz, a sud-est con la provincia di Huari e ad est con quella di Carlos Fermín Fitzcarrald; a nord si trova il distretto di Acochaca, l'unico altro distretto appartenente alla provincia di Asunción.

### Orografia

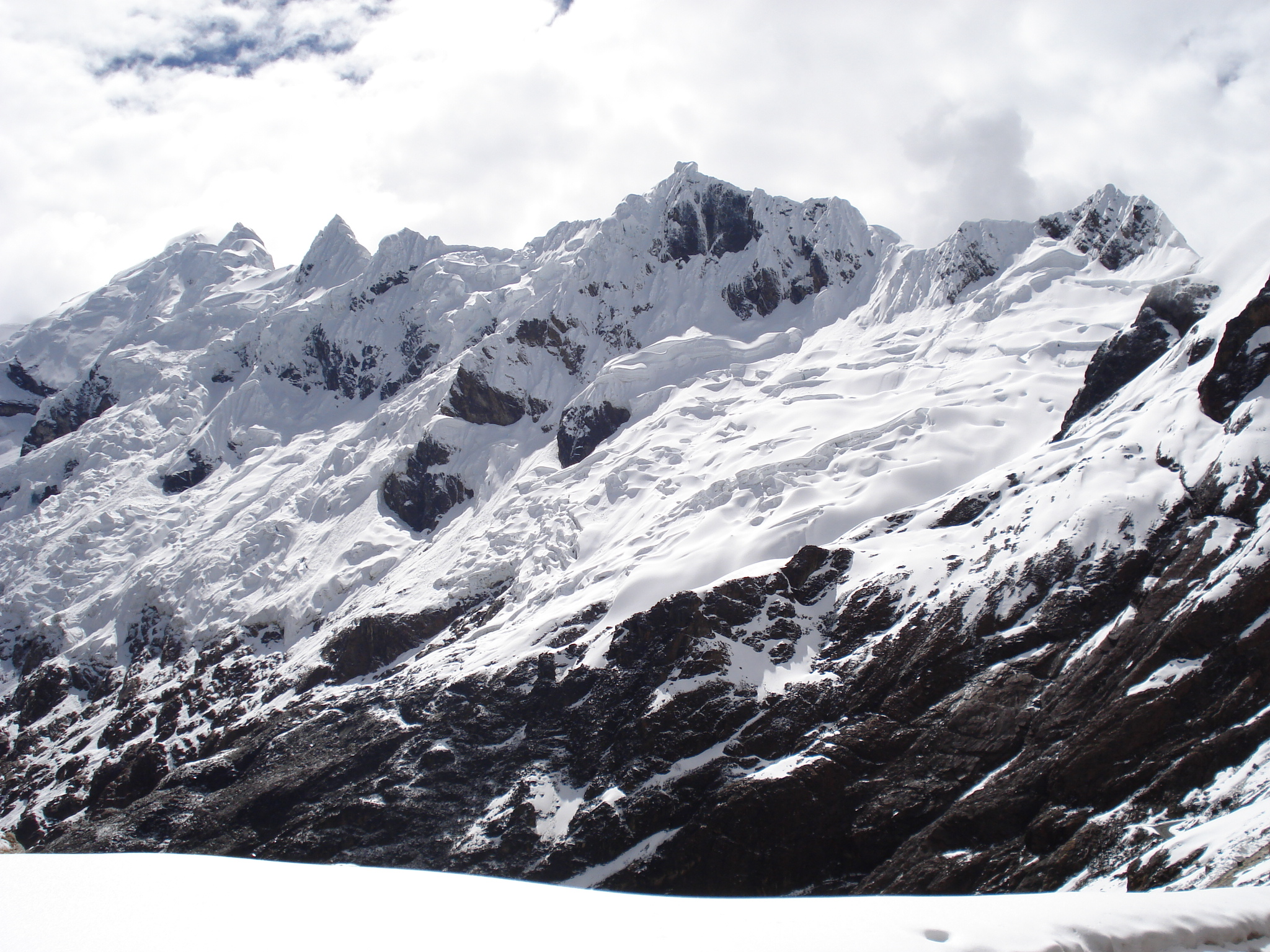
Il picco meridionale del massiccio del Contrahierbas funge da limite naturale tra le province di Carhuaz e Asunción.

Dal punto di vista geologico, nel distretto sono presenti depositi alluvionali risalenti al Quaternario nel fondo delle valli Chucpin e Arma, mentre al di sopra dei 3000 m s.l.m si trovano terreni con rocce sedimentarie appartenenti alle ere del Cretacico inferiore e del Giurassico superiore; sono presenti lutiti, arenaria, siltiti, quarziti e strati di antracite e ardesia, con intrusioni granitiche.
La città di Chacas si trova a 3359 m di altitudine, su un altopiano dalla superficie irregolare composta principalmente da dacite e arenaria, che sale dal suo punto più basso nel villaggio di Chucpin, a 3000 m s.l.m., fino ai 3560 m s.l.m. dell'abitato di Cochas. L'orografia della zona è abbastanza accidentata, con abbondanza di terreni montagnosi; una delle cause di questa conformazione risiede nella presenza della faglia attiva della Cordillera Blanca, che sta elevando il versante andino orientale dall'era quaternaria (2588 milioni di anni fa) della misura di 1 mm all'anno, mentre il blocco occidentale, che comprende il Callejón de Huaylas, continua a sprofondare. Gli studi di geologia sismica mostrano l'attività della faglia, dalla quale ci si possono aspettare rotture violente con spostamenti fino a 3 m e terremoti con magnitudo fino a 7,4 ML. I più elevati rilievi montuosi sono situati nel margine occidentale del distretto, e formano parte della Cordillera Blanca; la montagna più alta del distretto è il Nevado Copa, che raggiunge i 6173 m s.l.m.

### Idrografia

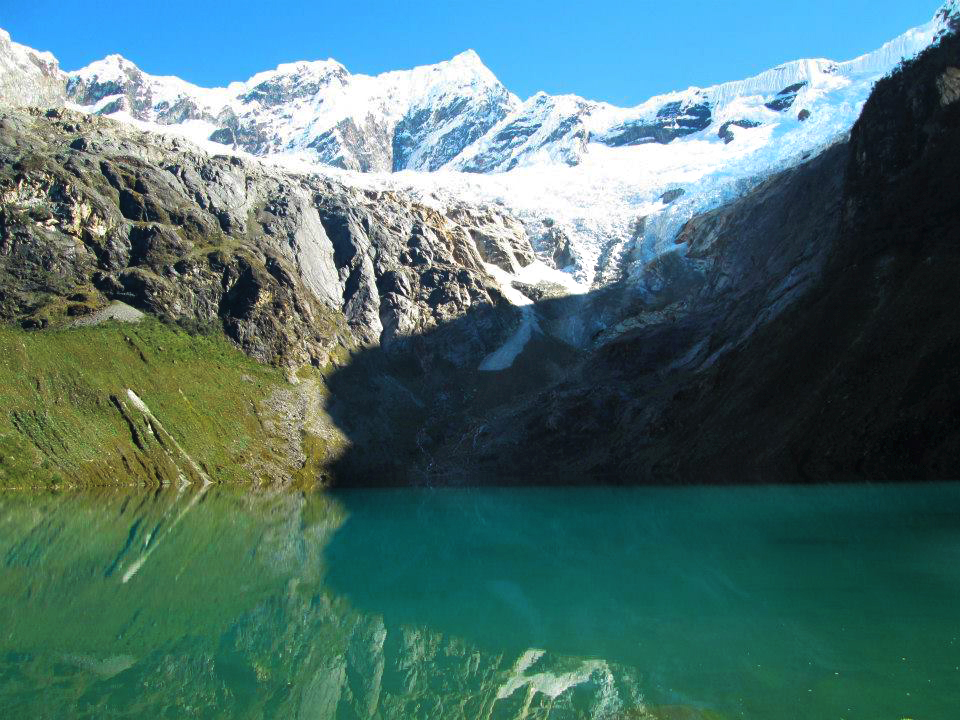
Laguna Yanarraju, originata dal ritiro del ghiacciaio Contrahierbas.

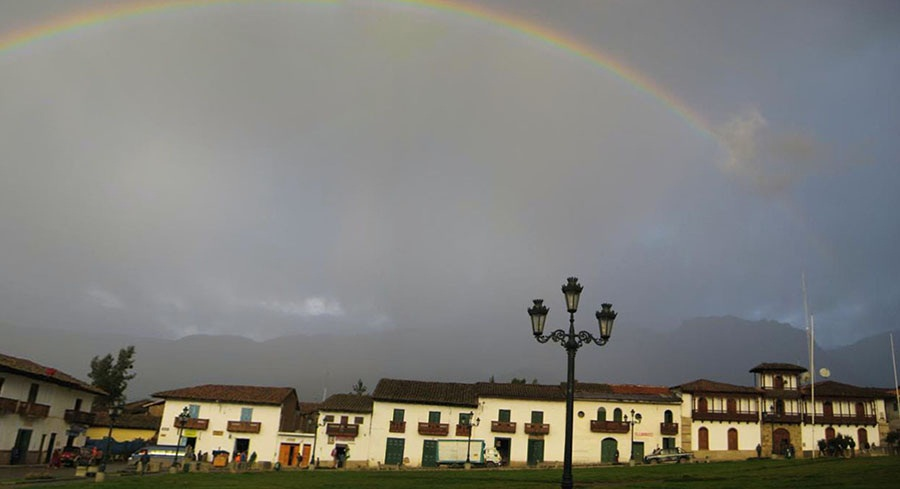
Piogge provenienti dagli altopiani di Tallán e Aywinyaj.

La rete idrografica del distretto è composta da numerosi fiumi e torrenti che bagnano diverse zone geografiche, completando una mappa di risorse idriche sfruttate per il consumo umano così come per la produzione agricola e per quella energetica; l'intera zona si trova alla testata del bacino sinistro del fiume Marañón. Sono presenti due corsi d'acqua principali che attraversano il territorio da sud a nord: a sud scorre il fiume Arma, che nasce dal Nevado Perlilla, mentre più ad ovest si trova il fiume Chacapata, che scende dal Nevado Copa e dal Bayococha. Questi due corsi d'acqua sono alimentati durante il loro percorso da quindici torrenti fino a che si uniscono a Puruytumac, dove il fiume prende il nome di Acochaca. Questo affluisce più a valle nel fiume Yanamayo, che a sua volta alimenta il Marañón.
Nel distretto sono presenti 32 laghi di origine glaciale. I più importanti in relazione alla massa d'acqua sono il Librón, il Cancaracá e la Laguna Yanarraju ad ovest, il Pagarisha, il Patarcocha e il Runtucocha a sud e il Huakuycocha, il Ventanilla e il Tallancocha ad est. Solo sul Patarcocha si è costruita una diga destinata a creare un bacino idrico per il consumo umano. I torrenti più importanti che sono sfruttati dai centri abitati per garantire il rifornimento d'acqua per le irrigazioni sono il Rayán, il Camchas e il Juitush; le acque di quest'ultimo sono anche canalizzate dalla centrale idroelettrica di Collo per generare 734 kw di potenza energetica.

### Clima
Il distretto presenta una diversa gamma di microclimi, dovuta alla sua altitudine e alla sua prossimità all'equatore, che insieme rendono le temperature diurne considerevolmente variabili. I territori tra i 3000 e i 3500 m s.l.m. presentano temperature massime tra i 10 °C e i 30 °C durante il giorno e tra i 5 °C e i 10 °C la notte. Nel periodo compreso tra giugno e ottobre le precipitazioni sono molto scarse. Con l'aumento dell'altitudine l'escursione termica si fa ancora più accentuata; a 4800 m le minime possono variare da -9 °C a -25 C tra maggio e agosto, e le massime da 15 °C a 22 °C. tra settembre e aprile.
Da novembre a maggio le precipitazioni sono elevate a causa dello scontro tra le correnti umide e calde provenienti dall'Amazzonia e quelle fredde presenti sulla Cordillera Blanca; si forma in tal modo un fronte caldo sugli altopiani di Tallán e Aywinyaj che avanza verso ovest generando temporali e piogge di forte intensità.
| Chacas territorio tra i 3000 e i 3500 m s.l.m. | Mesi | Mesi | Mesi | Mesi | Mesi | Mesi | Mesi | Mesi | Mesi | Mesi | Mesi | Mesi | Stagioni | Stagioni | Stagioni | Stagioni | Anno |
| Chacas territorio tra i 3000 e i 3500 m s.l.m. | Gen  | Feb  | Mar  | Apr  | Mag  | Giu  | Lug  | Ago  | Set  | Ott  | Nov  | Dic  | Est      | Aut      | Inv      | Pri      | Anno |
| ---------------------------------------------- | ---- | ---- | ---- | ---- | ---- | ---- | ---- | ---- | ---- | ---- | ---- | ---- | -------- | -------- | -------- | -------- | ---- |
| T. max. media (°C)                             | 14   | 15   | 16   | 18,1 | 21,1 | 23,0 | 24,0 | 23,0 | 22,0 | 18,0 | 16,0 | 14,0 | 14,3     | 18,4     | 23,3     | 18,7     | 18,7 |
| T. media (°C)                                  | 8,5  | 9,0  | 9,5  | 11,0 | 13,0 | 14,0 | 14,5 | 14,0 | 13,5 | 12,5 | 10,0 | 8,5  | 8,7      | 11,2     | 14,2     | 12,0     | 11,5 |
| T. min. media (°C)                             | 3    | 3    | 3    | 4    | 4    | 4    | 3    | 3    | 4    | 4,2  | 4,4  | 3,0  | 3,0      | 3,7      | 3,3      | 4,2      | 3,6  |
| Giorni di pioggia                              | 21   | 20   | 18   | 15   | 11   | 8    | 3    | 2    | 6    | 11   | 14   | 17   | 58       | 44       | 13       | 31       | 146  |

## Ecologia

### Flora

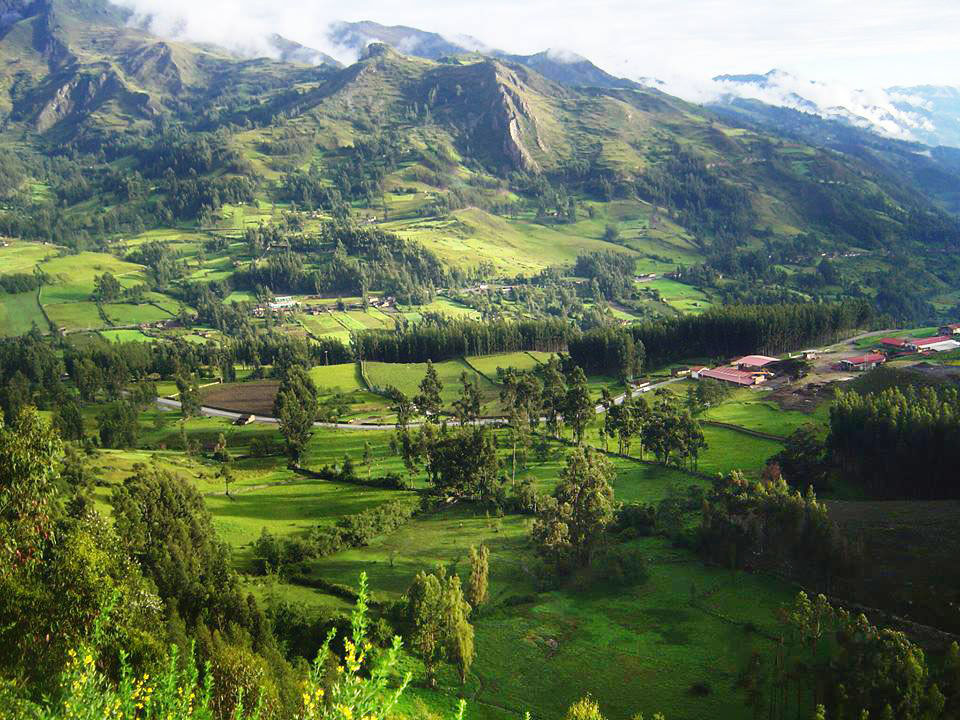
I boschi di eucalipto sono comuni nel territorio di Chacas al di sotto dei s.l.m.

La flora è in gran parte dominata da piante alloctone come l'eucalipto e il pino cembro. Il primo è localizzato su una grande percentuale di territorio del distretto al di sotto dei 3500 m, a causa della sua intensa forestazione all'inizio degli anni 1980. Il secondo si trova al di sopra di tale quota, introdotto in maniera intensiva dalla parrocchia di Chacas alla fine degli anni 1990. Le specie alloctone condividono l'habitat con la vegetazione autoctona andina, come il quenual, il quishuar, il falso pepe, l'ichu, e alcune piante aromatiche, come ad esempio la muña. Nella vicinanza dei fiumi Chucpin, Acochaca e Arma si trovano alcune specie fluviali come l'ontano, l'oleandro, il rovo e la cannuccia di palude.

### Fauna
Tra gli animali autoctoni presenti nel distretto figurano la viscaccia, che vive nelle zone rocciose lontane dai centri abitati, la volpe andina, che caccia roditori e piccoli agnelli nei pascoli, e la cavia selvatica. Nelle valli più alte la fauna è composta da specie come il gatto delle pampas, l'orso dagli occhiali, il puma e lo huemul del nord. Il cervo dalla coda bianca, che vive sui fianchi delle valli più impervie, è una specie in pericolo di estinzione.
Più visibili dei mammiferi sono gli uccelli. Nella zona sono presenti rapaci (poiana della puna, gheppio americano), uccelli spazzini (poiana-aquila pettonero, condor), uccelli acquatici (anatra crestata, ibis della puna, oca delle Ande, gabbiano delle Ande, svasso ciuffibianchi, alzavola marezzata). Nei campi coltivati si possono trovare il tinamo ornato, il passero dal collare rossiccio e la stella dei monti pettonero, oltre che varie specie dei generi Columba e Streptopelia.

## Storia

### Periodo precolombiano

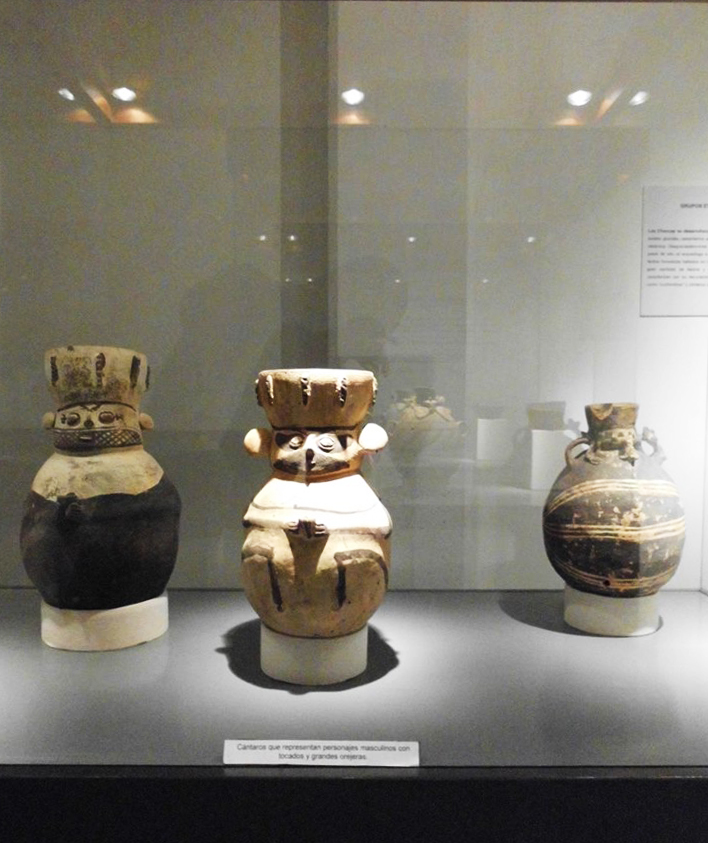
Vasi che rappresentano personaggi maschili, attribuiti alla Cultura Recuay (150 a. C.)

Il problema dell'origine della cultura peruviana è stato molto dibattuto dagli archeologi. La teoria di Julio César Tello vede nella cultura Chavín la prima grande civiltà andina, localizzandone in Amazzonia la provenienza; al contrario, Max Uhle formulò l'ipotesi che tale civiltà fosse derivata da altre culture costiere (Chimú e Nazca), sulle quali ravvisava l'influenza maya. In seguito, la datazione dei resti archeologici del sito di Caral ha di fatto spostato molto più indietro nel tempo l'identificazione di una “civiltà primitiva”; gli studi di Ruth Shady, infatti, sembrano testimoniare l'esistenza di una società capace di costruire architetture di notevoli dimensioni già prima del 2000 a. C.
Le ricerche archeologiche sembrano indicare che la prima domesticazione di piante sulle Ande iniziò attorno al 7000 a. C.; nei millenni successivi, all'incremento della popolazione sulla costa peruviana, dovuta alla pesca e alla raccolta di frutti di mare, si contrappose sugli altopiani uno sviluppo delle attività pastorali, seguite alla domesticazione di lama e alpaca. Attorno al 3000 a. C. nella zona andina si formò una particolare cultura cerimoniale caratterizzata da templi con forni circolari in cui bruciare le offerte, chiamata “tradizione religiosa Kotosh”; all'interno di questo scenario, il centro cerimoniale di Chavín de Huantar, sul versante orientale delle Ande, fu il fulcro di una grande comunità che ebbe il suo massimo splendore tra il 1000 a. C. e il 200 a. C. In stretta relazione con la cultura Cupisnique della costa nord del Perù, la cultura Chavín espanse la sua influenza su una vastissima zona.
Dopo il declino della cultura Chavín, la zona di Chacas è entrata sotto l'influenza della cultura Recuay, durante il quale i siti cerimoniali, di dimensioni più ridotte, vennero integrati all'interno dei villaggi. La zona cadde in seguito sotto l'influenza della cultura Huari; lo studio della produzione ceramica dell'epoca, tuttavia, sembra negare la presenza di una sola grande etnia ma porta a ritenere che tale civiltà risulti invece dall'unione di almeno due culture diverse, sviluppatesi rispettivamente a nord-est (Ichoc Huari ) e a sud-ovest (Allauca Huari ) di un braccio della Cordillera Blanca. La conquista del territorio da parte dell'Impero inca e la successiva sottomissione, che durò meno di un secolo, non lasciarono invece tracce profonde.

### Epoca coloniale
Il gruppo etnico huari si arrese senza resistenza ai conquistadores spagnoli, con il pretesto di liberarsi del dominio inca. Pochi anni dopo iniziò la distribuzione delle terre e si fondarono le prime riduzioni indigene.
La zona di Chacas entrò a far parte dei possedimenti di Icho Huari, assegnati da Francisco Pizarro al conquistador andaluso Bartolomé de Tarazona tra il 1532 e il 1561 in virtù dei suoi meriti militari. Dopo la morte di questi nel 1561, la moglie, Isabel de Figueroa, ereditò i possedimenti fino al 1575, quando si risposò con Diego de Álvarez, nobile e intellettuale di Salamanca. La coppia mantenne la proprietà dei terreni fino al 1607, anno della morte di Álvarez.
La città fu fondata come riduzione religiosa tra il 1572 e il 1573, da monaci dell'Ordine di Sant'Agostino. Attorno a questa missione sorsero successivamente nella parte bassa del centro abitato, chiamata Mushojmarca, mulini e forni per lo sfruttamento delle risorse minerarie della zona.
Nel 1780 i villaggi di Piscobamba e Chacas furono teatro di una ribellione, innescata dagli elevati tributi richiesti alla popolazione indigena e dagli abusi di potere dei funzionari spagnoli. La rivolta fu uno dei sintomi della crisi del governo coloniale, che sarebbe sfociata anni dopo nelle guerre per l'indipendenza.

### Periodo repubblicano

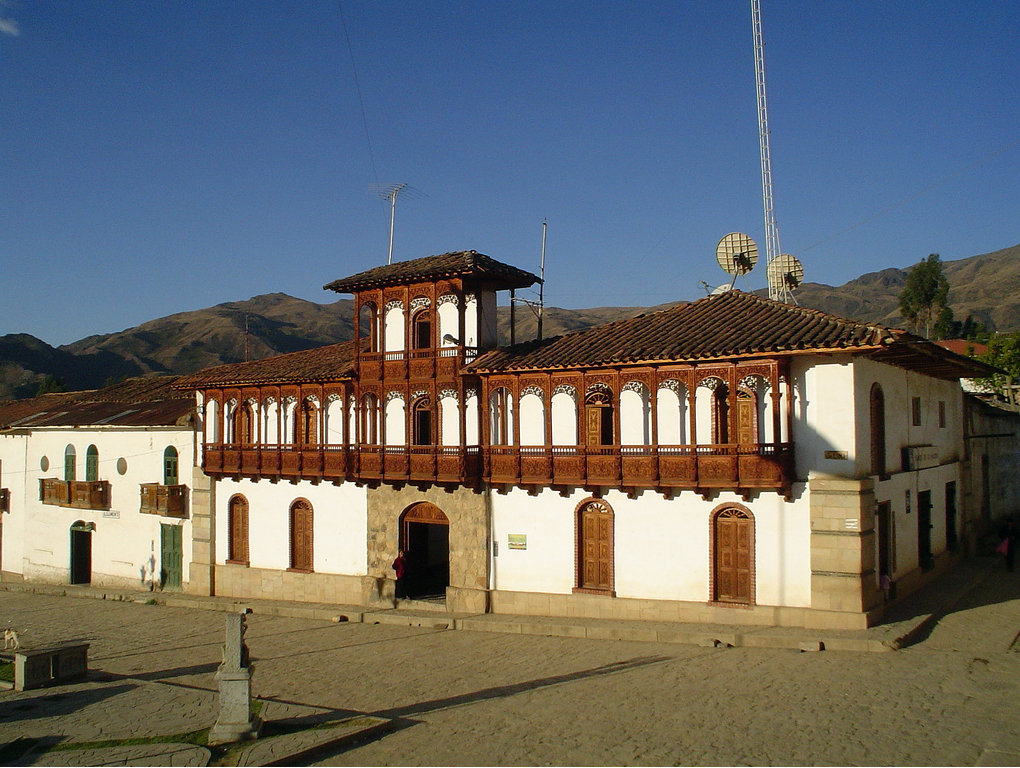
Il palazzo municipale della provincia di Asunción.

Le ribellioni contro i realisti spagnoli scoppiarono ancora nel 1819 e nel 1820. Quando José de San Martín inviò un suo uomo, Dionisio Vizcarra, a far giurare fedeltà all'indipendenza nel Callejón de Conchucos, Chacas fu il primo villaggio della zona ad effettuare tale operazione; la popolazione in seguito aiutò la causa indipendentista con la fornitura di viveri e bestiame.
Tra il 1852 e il 1853 la regione fu colpita da una grande epidemia di febbre gialla, che portà alla morte di circa 2 000 persone nel distretto. Quando Antonio Raimondi visitò il villaggio, qualche anno più tardi, descrisse la presenza di numerose miniere di argento.
L'arrivo nel 1976 di Ugo De Censi, sacerdote salesiano di origini italiane, e dei Volontari dell'Operazione Mato Grosso,  hanno dato il via ad una rivoluzione economica nella città: sono state create due centrali elettriche, un ospedale, laboratori di carpenteria, mobilifici, scuole, aziende agricole moderne, vetrerie ed altre attività. Il 30 dicembre 1983 è stata creata la provincia di Asunción, scorporata da quella di Huari.

## Società

### Evoluzione demografica
Secondo le proiezioni dell'Instituto Nacional de Estadística e Informática, nel 2015 il distretto di Chacas è abitato da 5 571 persone, delle quali 2796 sono di sesso maschile e 2772 di sesso femminile; 2106 vivono nel nucleo urbano di Chacas, mentre il resto abita i medi e piccoli centri rurali del distretto.
La popolazione del distretto è andata gradualmente aumentando dal 2000. Il miglioramento delle vie di comunicazione e l'offerta lavorativa nei settori educativo e industriale hanno giocato un ruolo importante nella crescita demografica del distretto e, soprattutto, della città, che ha visto triplicare i suoi abitanti negli ultimi 30 anni. Dagli anni 1990 a Chacas è presente una comunità italiana, formata principalmente da volontari che si dedicano alla cooperazione nei laboratori dell'OMG. Questa piccola comunità conta una cinquantina di individui; la maggior parte di loro torna nel proprio paese dopo un orizzonte temporale di due o tre anni, ma alcuni sono rimasti ed hanno formato una famiglia a Chacas.
All'aumento della popolazione si contrappone però all'emigrazione di molti giovani tra i 17 e i 25 anni non legati alle attività dell'Operazione Mato Grosso; alla ricerca di posti nei quali ricevere un'istruzione superiore o trovare lavoro in città più sviluppate, questi si spostano principalmente nei centri di Lima e Huaraz.
Abitanti censiti

## Economia
Storicamente l'economia di Chacas si è sviluppata attorno ai settori agricolo e minerario a causa della ricchezza dell'ambiente naturale, dal quale la popolazione ha trovato il proprio sostentamento. Attualmente le principali risorse si trovano nell'agricoltura, nell'allevamento, nell'industria e nel turismo. Nel distretto di Chacas si concentra il 59% della popolazione attiva provinciale; si tratta inoltre del distretto che vanta il maggiore sviluppo economico e industriale nelle valli di Conchucos.

### Agricoltura
L'agricoltura e l'allevamento costituiscono la base dell'economia locale. Secondo i dati del censimento agricolo del 1994, solo il 17% del terreno della provincia di Asunción è coltivato; di questo, il 44% appartiene al distretto di Chacas. La coltura principale è quella della patata, seguita dal mais e dai cereali.

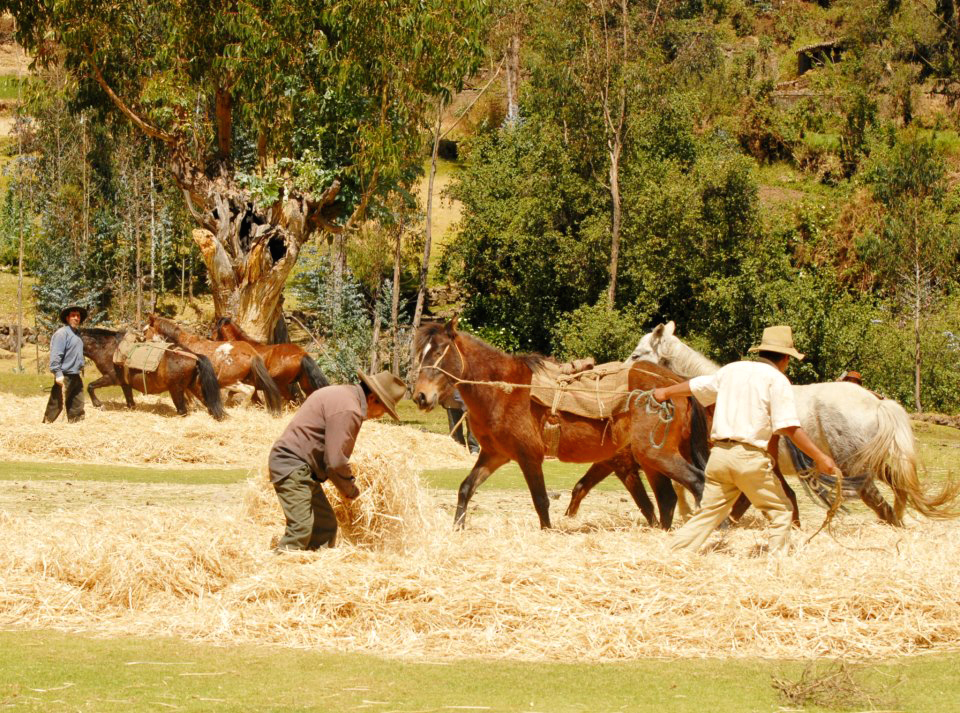
Lavori di trebbiatura a Wanunga.

A Chacas è coltivata una varietà di patata chiamata chacasina. Si tratta di un ibrido selezionato nel 1993 dal Centro Internacional de la Papa e introdotto nel distretto grazie all'interessamento di Ugo De Censi; la propagazione di questa coltura avviene attraverso il seme botanico anziché col tradizionale metodo del tubero-seme. La coltivazione fu adottata dopo che quattro anni di siccità avevano distrutto le scorte di semi nella zona; il nuovo ibrido permette una resa più elevata rispetto alle varietà tradizionali e ha incontrato il gusto della popolazione locale.

### Industria e artigianato
Chacas è sede dell'Operazione Mato Grosso, una ONG di volontari fondata da padre Ugo De Censi, parroco della città, e diventata una delle più grandi attività economiche del Perù. La parrocchia è riuscita ad installare nel territorio una vetreria. laboratori di carpenteria e meccanica e attività tessili.
La produzione di mobili e tessuti offre lavoro a numerose persone di ambo i sessi, rappresentando una parte importante dell'economia di Chacas. I prodotti vengono esportati principalmente in Italia e nel resto d'Europa.

### Turismo
Il patrimonio naturale e culturale del distretto di Chacas offre buone opportunità nello sviluppo del settore turistico, a dispetto della scarsità di infrastrutture viarie e ricettive. Le attrattive turistiche variano dalle possibilità offerte dalla presenza della Cordillera Blanca alla presenza di siti archeologici; non mancano motivi di ordine folcloristico, gastronomico e religioso.

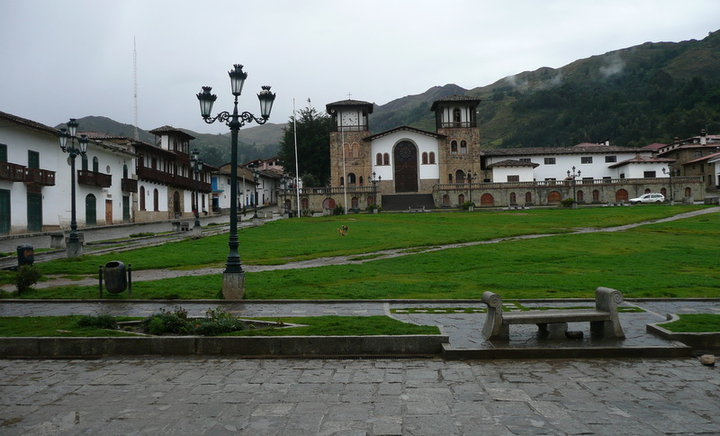
Plaza de Armas a Chacas.

## Monumenti e luoghi d'interesse

### Patrimonio storico e archeologico
- Plaza de Armas. La piazza principale di Chacas si distingue per ospitare ancora eventi come la corrida e la giostra equestre.[37] Sul piano architettonico spiccano i balconi in stile barocco degli edifici affacciati sul suo perimetro, le facciate bianche e le strade che vi confluiscono, lastricate in granito per conservare il loro primitivo aspetto. In ogni angolo si trovano statue in granito con scene che rappresentano personaggi tipici della realtà locale. Nell'angolo dove sorge il municipio si erge la figura del Manca Carga (venditore di pentole), simbolo dell'antico abitante della zona, che portava la sua mercanzia nei paesi vicini per barattarla con generi alimentari. Nell'angolo del quartiere di San Martín una statua raffigura uno scultore, in onore agli artigiani della Cooperativa Don Bosco, ubicata in questa parte della città. Negli altri due angoli della piazza sono raffigurati un musicista e un minatore, in onore alla ricchezza folcloristica e a quella mineraria di Chacas.[38]
- Santuario de Mama Ashu. La struttura originale del santuario dedicato all'Assunzione di Maria risalente alla fine del XVI secolo e costruito esclusivamente in adobe, che aveva una sola torre, è crollata a causa di un terremoto negli anni 1910. Nel decennio successivo la struttura fu ricostruita, con l'aggiunta di una seconda torre. A causa di un altro sisma, nel 1970 il tetto e metà di una torre crollarono nuovamente, rimanendo in questo stato fino all'arrivo di Ugo De Censi. Questi fece demolire l'edificio danneggiato per ricostruirlo a partire dal 1982, questa volta in calcestruzzo, mantenendo la pianta a croce latina e le dimensioni originarie. Il santuario in stile romanico e la pala d'altare al suo interno furono dichiarati monumento nazionale dal parlamento peruviano il 15 settembre 1941.[39] L'edificio ha una struttura classica con pianta a croce latina, due torri campanarie, un portone intagliato e un rosone sulla parte superiore della facciata. All'interno le porte, le finestre e le panche sono intagliate e adornate con angeli in legno e vetrate decorate. La pala d'altare, costruita con legno di cedro importato dal Nicaragua, di stile barocco è laminata in foglie oro.[40][41]

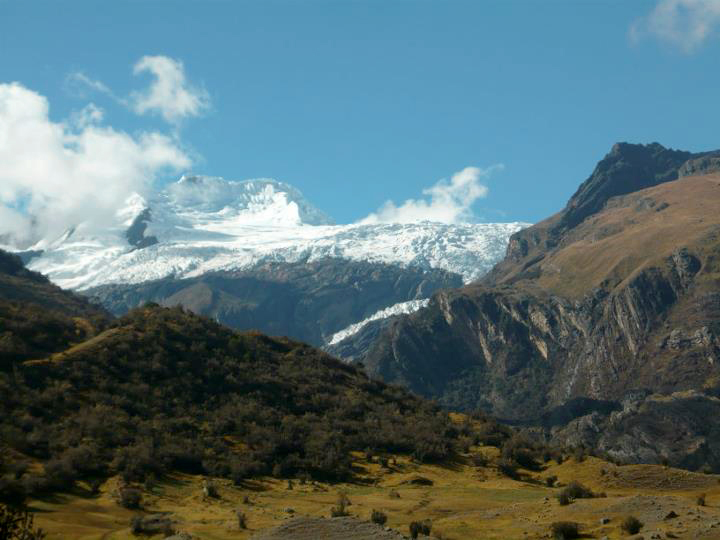
Nevado Perlilla.

- Chagastunán. Situato a sud di Chacas, sulle pendici della montagna che porta lo stesso nome, è uno dei maggiori siti archeologici del Callejón de Conchucos e si estende su un'area di 7,5 ha. È costituito da due diversi settori, separati tra di essi da una depressione di origine naturale. Il primo dei due, nella parte settentrionale del sito, viene denominato Chagastunán I e contiene i resti di antiche abitazioni, a pianta quadrata, probabilmente destinate all'élite, collegate tra loro attraverso delle rampe scavate nella roccia. All'interno sono stati trovati scarti di ceramica attribuiti alla cultura Recuay. Chagastunán II, ubicato ad una quota leggermente più alta al di là della depressione, presenta invece le rovine di una serie di strutture circolari allineate tra loro servite da alcune canalizzazioni per l'acqua ancora visibili. L'analisi effettuata sul materiale di scarto dei focolai ha permesso di fissare la data dei primi insediamenti al 200 a.C. circa; dalle stesse analisi appare che il sito fu abitato fino alla conquista spagnola, quando probabilmente i nuovi padroni decisero di concentrare la popolazione indigena a Chacas per un maggiore controllo sociale e fiscale.[42]

### Patrimonio naturale
- Montagne. Ubicata immediatamente a est della Cordillera Blanca, Chacas può contare nel suo distretto alcune delle montagne più alte del Perù. Il Nevado Perlilla si presta particolarmente agli sport invernali,[43] mentre il Contrahierbas svolge la funzione di limite naturale tra le province di Carhuaz e Asunción; alle sue pendici si trova il tunnel stradale di Punta Olímpica, a un'altitudine di 4732 m s.l.m.[8] Il Nevado Copa e lo Hualcán, due montagne superiori ai seimila metri appartenenti allo stesso massiccio, sono i due picchi più alti del distretto;[8] il primo è considerato, se in buone condizioni, una meta non difficile per gli alpinisti.[44]
- Laghi. Nel territorio del distretto sono presenti 31 laghi; 15 di essi sono alimentati da sorgenti e precipitazioni pluviali. Tutti i laghi ubicati a est e a sud, tra i 3800 e i 4700 m s.l.m., alimentano il bacino del fiume Arma, uno dei due più importanti della provincia. Gli specchi d'acquasono caratterizzati dal colore verdastro, dovuto all'abbondante vegetazione acquatica della quale si nutrono due specie di trota, la comune e la iridea, entrambe introdotte tra il 1970 e il 1980. I laghi tributari del fiume Chucpín si trovano invece nel margine occidentale del distretto e devono la loro formazione all'arretramento dei ghiacciai. Tutti occupano morene e i loro colori variano dal verde all'azzurro; sono ubicati a un'altitudine superiore ai 4200 m s.l.m.[8]

## Cultura

### Danze tradizionali
Nel distretto di Chacas, il sincretismo tra la cultura preincaica e le tradizioni portate dagli spagnoli si riflette soprattutto sulle danze tradizionali tipiche del luogo. Due di esse, la mozo danza e il paso huanquilla sono state inserite nella lista del patrimonio culturale immateriale del Perù.

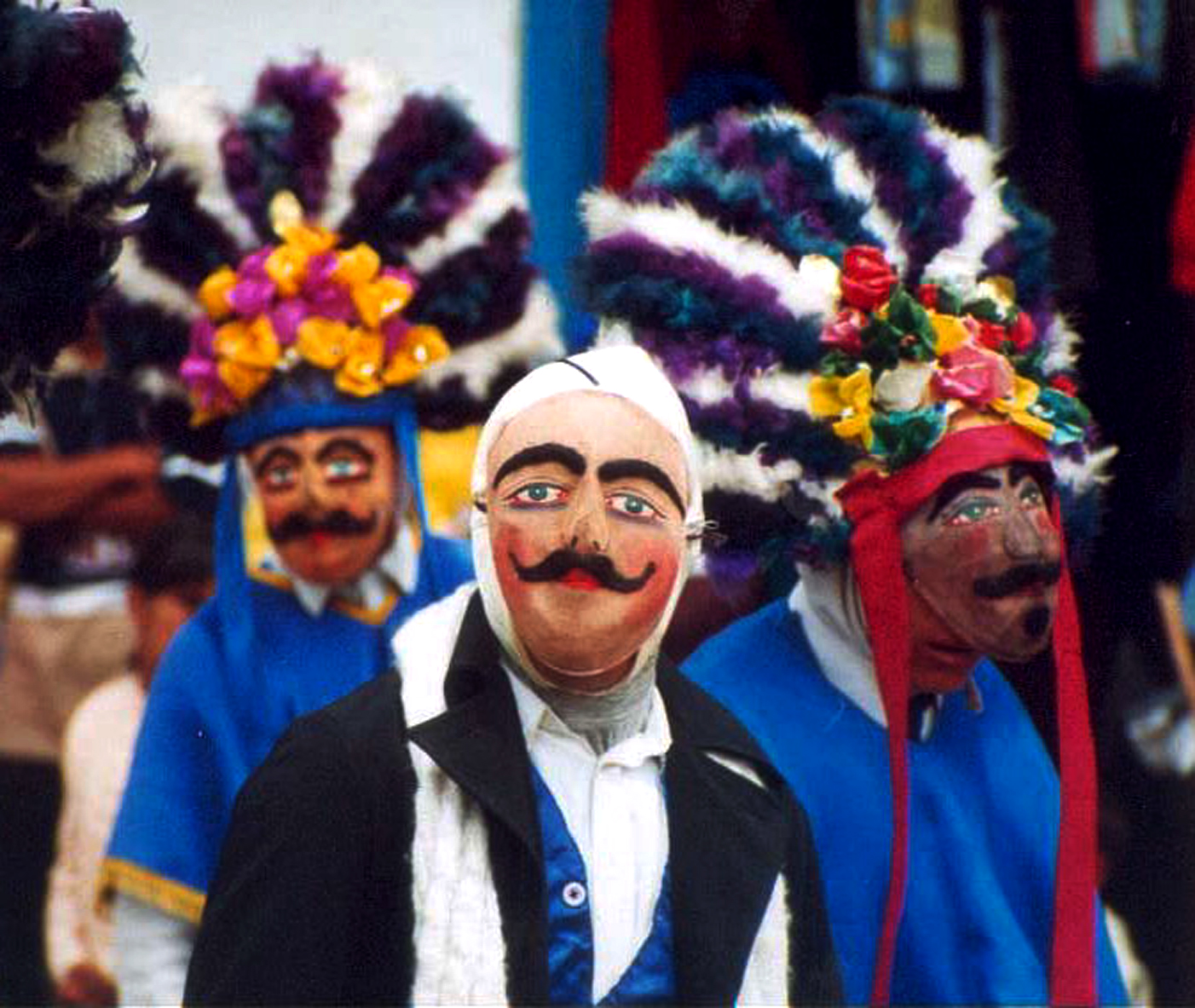
Danzatori di paso huanquilla.

La mozo danza, tipica della provincia di Asunción, è un ballo che viene rappresentato durante la celebrazione del Corpus Domini, e vede come protagonisti ballerini mascherati che rappresentano i diversi villaggi della provincia. La coreografia prevede una successione di differenti situazioni, ognuna eseguita in un particolare momento della festa religiosa. Ogni danzatore è accompagnato dai propri musicisti e dall'immagine del santo patrono del suo villaggio; la danza prevede la dimostrazione dell'abilità nell'eseguire determinati passi e si trasforma successivamente in una vera e propria sfida con gli altri ballerini. La mozo danza si distingue per la ricchezza dei suoi costumi e l'originalità delle sue mosse, rappresentando un elemento importante dell'identità culturale di Chacas.
Il paso huanquilla è una danza tradizionale tipica di alcuni distretti nelle valli di Conchucos (Chacas, San Luis, Piscobamba e Pomabamba); viene rappresentato per la festività religiosa della Madonna della Mercede. La coreografia prevede la presenza di una figura dotata di un bastone, simbolo di potere, che cerca di dirigere i passi di altre dieci, che però alla fine le si avventano contro. La danza è probabilmente una forma di satira nei confronti della dominazione spagnola, sviluppata in tale forma dagli indios per sbeffeggiare il potere.

### Gastronomia

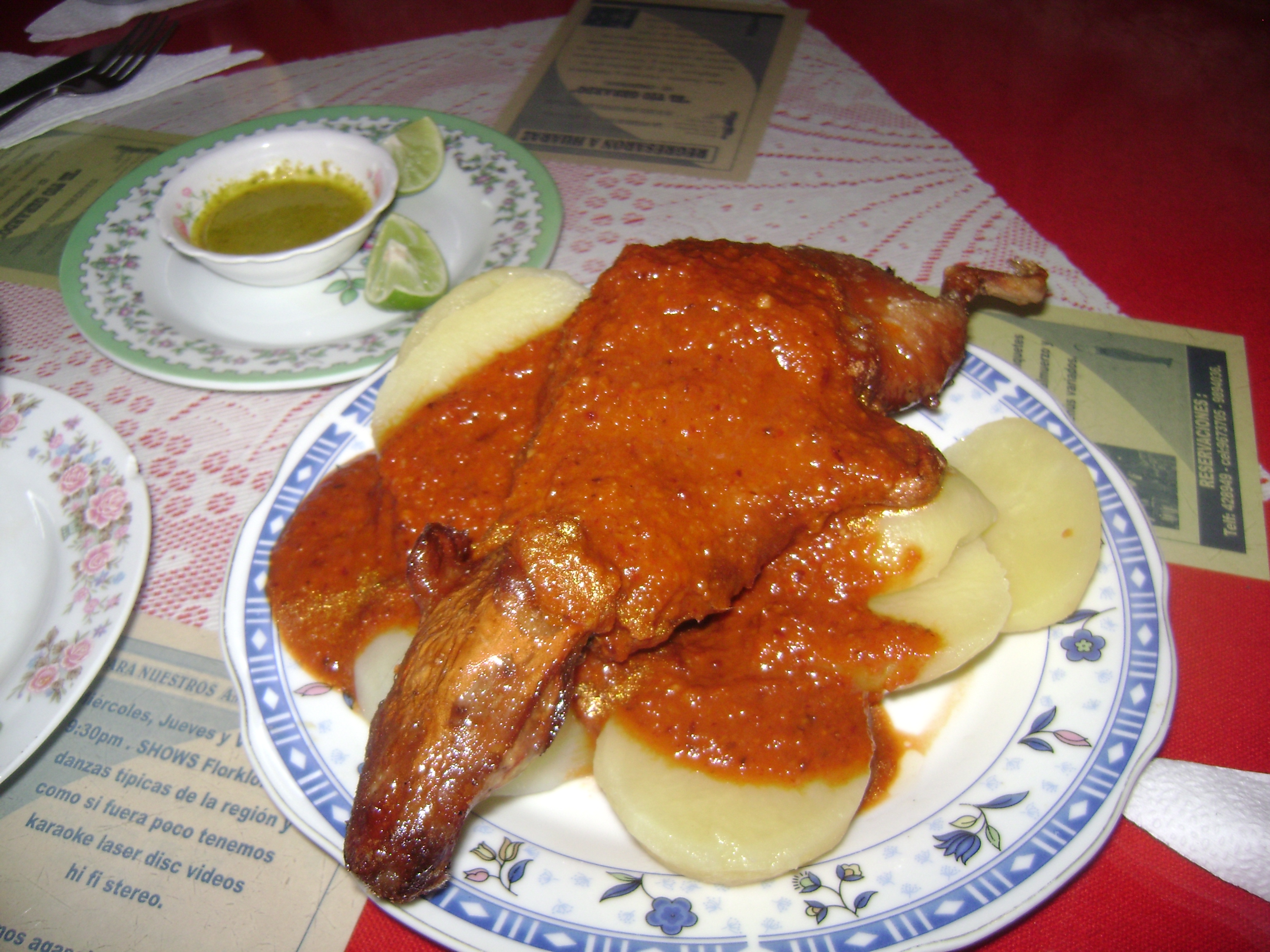
Il picante de cuy.

La cucina di Chacas offre una grande varietà di piatti, nei quali la patata “chacasina” rappresenta un ingrediente fondamentale. Numerosi piatti tradizionali sono condivisi con il resto della gastronomia della zona di Conchucos e con buona parte della valle del río Santa. Il picante de cuy consiste in porcellini d'India cucinati interi sulla griglia o al forno e serviti con patate scottate e una salsa di peperoni gialli e rossi; è un piatto che si serve solo in occasioni speciali. Il puchero ancashino, eredità della cultura andalusa, è una zuppa a base di cavolo cappuccio con carne di manzo, pecora o maiale da servire con menta od origano. Il jitqa picante consiste di erbette saltate con patate scottate e crema di peperoni; il timpush è un brodo con erbe aromatiche, uova e peperoni leggermente tostati.
Un dolce chiamato api è preparato con zucche, bucce d'arancia e panela. La bibita tradizionale principale è la chicha de jora, una bevanda a base di mais fermentato. Il caffè chacasino è servito con pane e formaggio a metà pomeriggio.